# Bubniv, Volodîmîr-Volînskîi
Bubniv (în ucraineană Бубнів, poloneză Bubnów) este localitatea de reședință a comunei Bubniv din raionul Volodîmîr-Volînskîi, regiunea Volînia, Ucraina.

## Demografie
Componența lingvistică a localității Bubniv
     Ucraineană (99,35%)
     Alte limbi (0,49%)
Conform recensământului din 2001, majoritatea populației localității Bubniv era vorbitoare de ucraineană (99,35%), existând în minoritate și vorbitori de alte limbi.